# Centinex
A Centinex svéd death metal/melodikus death metal zenekar. 1990-ben alakultak meg. 2006-ban feloszlottak, de 2014-ben újraegyesültek.

## Tagok
- Martin Schulman - basszusgitár
- Kennet Englund - dobok
- Sverger Windgren - gitár
- Alexander Högbom - ének

## Diszkográfia
- Subconscious Lobotomy (1992)
- Reflections (1997)
- Reborn Through Flames (1998)
- Hellbrigade (2000)
- Diabolical Desolation (2002)
- Decadence - Prophecies of Cosmic Chaos (2004)
- World Declension (2005)
- Redeeming Filth (2014)
- Doomsday Rituals (2016)
- Death in Pieces (2020)